# Планетарно друштво
Планетарно друштво је америчка невладина, непрофитна организација којој свако може да се придружи. Укључена је у истраживања и инжењерске пројекте везаних за астрономију и  планетарне науке. Основано је 1980. године, од стране Карла Сејгана, Бруса Марија, и Луиса Фридмена и данас има преко 40 000 чланова из преко 100 држава.
Друштво је посвећено истраживању сунчевог система, у потрази за објектима близу Земље и у потрази за ванземаљским животом. Мисија друштва је: "Подстицање грађања света за унапређивање науке и истраживања свемира". Планератно друштво је такође снажан заговорник за финансирање  НАСА-е и њихових пројеката истраживања свемира. Они активно лобирају Конгрес и пружају помоћ финансирању НАСА-е.
Поред јавних наступа, друштво такође спонзорише нове и иновативне пројекте који ће подстицати додатно истраживање. Два од највећих програма су Соларно једро и ЛИФЕ (живи међупланетарни летећи експеримент/енг. Living Interplanetary Flight Experiment). У јуну 2005. године, друштво је лансирало Космос 1 летелицу, али је ракета отказала одмах након полетања.
ЛИФЕ је пројекат из два дела, дизајниран да тестира способност микроба да преживе у свемиру. Први део је започет 2011. године, али други део, који је подразумевао одлазак на Марс, није успео.

## Историја
Планетарно друштво је основано 1980. године од стране Карла Сејгана, Бруса Марија, и Луиса Фридмена. Сејган је предводио друштво све до своје смрти 1996. године. Сејган је користио своју популарност да утиче на политичаре, како би финансирали пројекте, укључујући и пројекат СЕТИ, који је започет 1981. године.
Поред својих политичких послова, друштво је организовало велики број пројеката и програма у вези свемира. СЕТИ Програм је започео Пол Хоровиц. SETI@home је највећи експеримент на Земљи и он је један од најпознатијих пројеката друштва. Остали пројекти укључују развој Марс микрофона, инструмента који је летео на неуспешном Марс Полар Ландер пројекту, као и пројекат СоларноЈедро-1, пројекат који је имао за циљ да утврди да ли су путовања у свемир могућа уз помоћ само сунчеве светлости.

## Организација
Друштво управља тим управног одбора, који чини 17 волонтера, изабраних због своје страсти и знања. Одбор има председника, потпредседника и извршни одбор, који се састају два пута годишње како би поставили смернице и будуће правце. У јуну 2010. године, друштво одлучује да ће познати промотер науке Бил Нај постати  нови извршни директор.

## Наука и технологија
Сви пројекти се финансирају од стране чланова друштва и донатора.
Донација једног члана од 4,2 милиона долара у 2014. је коришћена за унапређивање истраживања соларног једра и за праћење астероида.

## Планетарни репорт
Планетарни репорт је научно признати часопис Планетарног друштва, који публикује чланке и слике у боји, из области свемирског истраживања.
Овај часопис се објављује у више од 40.000 примерака, који иду члановима друштва широм света и упознаје их са вестима о планетарним мисијама, свемирским истраживањима, истраживањима сунчевог система...

## Планетарни радио
Такође имају и радио емисију Планетарни радио, која сваке недеље избацује једну 30-о минутну епизоду. Емисију води Мет Кеплен, који је члан друштва. Програмирање се углавном састоји од интервјуа и телефонских разговорима са научницима, инжењерима, уметницима, писцима, астронаутима и многим другим професионалцима који могу да пруже увид у садашње стање истраживања свемира.